# Oksby Gamle Kirke
Oksby Gamle Kirke eller Oxby Kirke var Danmarks sidste stråtækte kirke og lå i  den nuværende Oksby Klitplantage i Oksby Sogn. Den var opført omkring 1450.
I 1862 blev den udset til nedrivning på grund af kirkens dårlige stand og generelt tarvelige indretning. En indsamling til en ny kirke blev dog først igangsat i 1888 og den sidste gudstjeneste i Oksby Gamle Kirke blev afholdt søndag d. 31. maj 1891. Nebrydningen af kirken begyndte dagen efter d. 1. juni 1891.
Den tidligere kirke er nu markeret som et omrids i grus på den fredede kirkegård på Blåvandvej 66.  
På kirkegården er 26 mænd fra Blåvand begravet, der omkom ved en redningsaktion i 1843.
Kirken havde oprindelig ingen klokke, men efter en stranding overtog kirken skibsklokken.
- Lågen til kirkegården
- Den gamle skibsklokke
- Gammelt gravsted på kirkegården